# Rocher de la pomme fendue
Pour les articles homonymes, voir SAP.
Le rocher de la pomme fendue (en anglais : Split Apple Rock) ou Tokangawhā (littéralement « Roche éclatée » en maori) est une formation rocheuse située dans la baie de Tasman, en Nouvelle-Zélande. 
Composée de granite du Crétacé, le rocher a la forme d'une pomme coupée en deux. Il se trouve à une cinquantaine de mètres de la côte, entre les villages de Kaiteriteri et de Marahau, dans le nord de l'île du Sud. 
Une explication invoquant la mythologie maorie renvoie la division du rocher à la rivalité de deux divinités qui en revendiquaient chacune la propriété : afin de résoudre le problème, elles utilisèrent leur énorme force divine pour le couper en deux,,. Selon une hypothèse d'inspiration plus scientifique, de l'eau présente dans une crevasse du rocher aurait gelé au cours d'une période de glaciation et fendu la roche en se dilatant,. 
À un kilomètre au sud du rocher de la pomme fendue se trouve l'île Ngaio. 

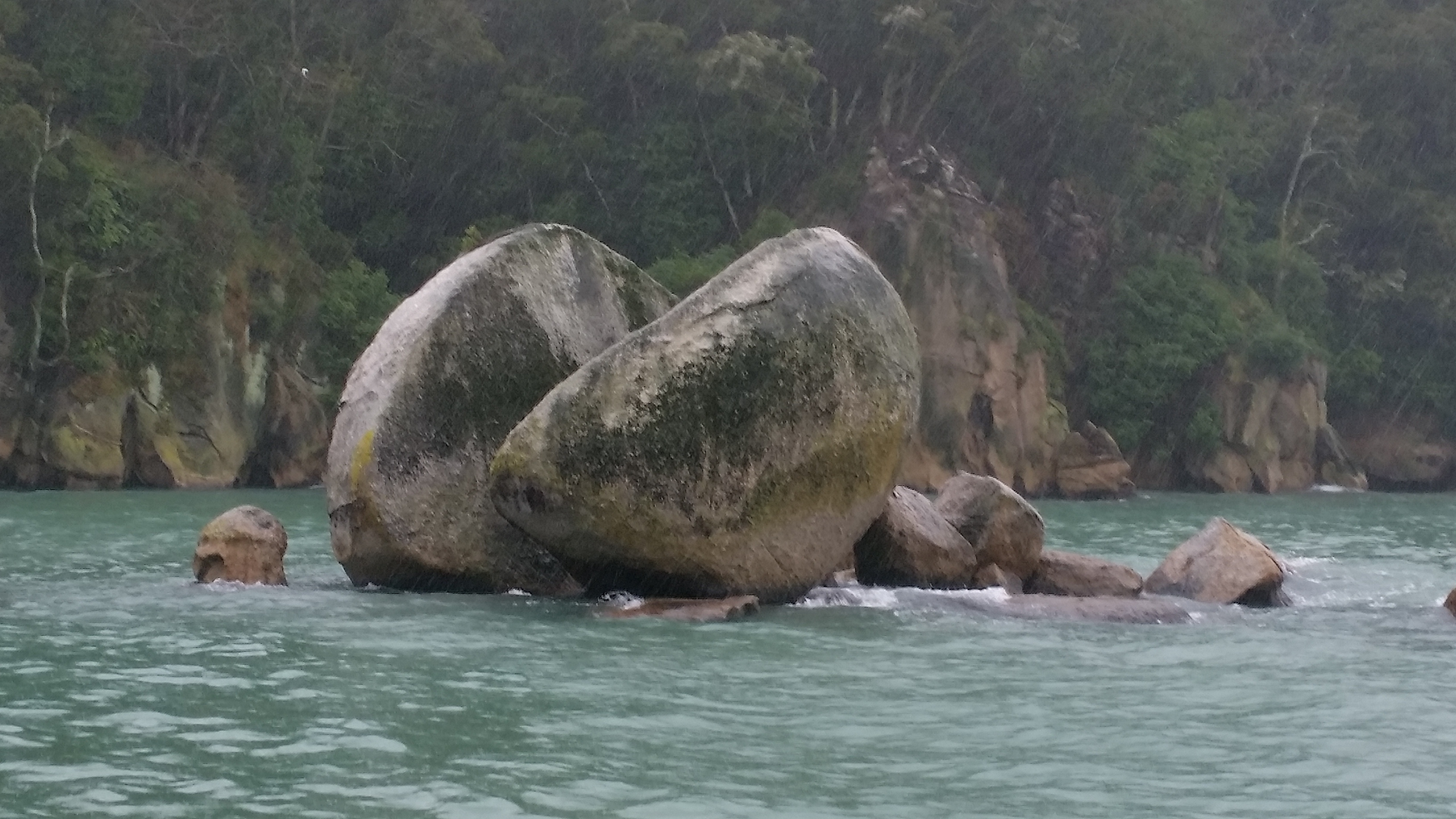
Rocher de la Pomme Fendue 2019